# Willemia intermedia
Willemia intermedia är en urinsektsart som beskrevs av Mills 1934. Willemia intermedia ingår i släktet Willemia och familjen Hypogastruridae. Arten är reproducerande i Sverige. Inga underarter finns listade i Catalogue of Life.